# Boutenac-Touvent
Boutenac-Touvent ist eine westfranzösische Gemeinde mit 230 Einwohnern (Stand 1. Januar 2022) im Département Charente-Maritime in der Region Nouvelle-Aquitaine.

## Lage
Boutenac-Touvent liegt auf dem Nordostufer der Gironde in der historischen Kulturlandschaft der Saintonge etwa 25 Kilometer (Fahrtstrecke) in südöstlicher Richtung von Royan entfernt. Die Stadt Pons ist etwa 23 Kilometer in nordöstlicher Richtung entfernt.

## Bevölkerungsentwicklung
| Jahr      | 1962 | 1968 | 1975 | 1982 | 1990 | 1999 | 2006 | 2016 | 2019 |
| Einwohner | 278  | 246  | 227  | 231  | 219  | 218  | 195  | 223  | 228  |

Im 19. Jahrhundert hatte Boutenac-Touvent beständig zwischen 250 und 450 Einwohner. In der zweiten Hälfte des 19. und in der ersten Hälfte des 20. Jahrhunderts führten die Reblauskrise im Weinbau und die Mechanisierung der Landwirtschaft zu einem Bevölkerungsrückgang auf knapp über 200 Einwohner.

## Wirtschaft
Seit Jahrhunderten spielt die Landwirtschaft die dominierende Rolle im Wirtschaftsleben der Gemeinde. Diese gehört zu den Bons Bois des Weinbaugebiets Cognac, doch wegen der Absatzkrise bei teuren Weinbränden wird kaum noch Wein angebaut; die Bauern in der Umgebung sind wieder zur 'normalen' Landwirtschaft zurückgekehrt. Einige leerstehende Häuser sind zu Ferienwohnungen (gîtes) umgebaut worden.

## Geschichte
Das Vorhandensein einer frühgotischen Kirche lässt auf eine Besiedlung in mittelalterlicher Zeit schließen.

## Sehenswürdigkeiten

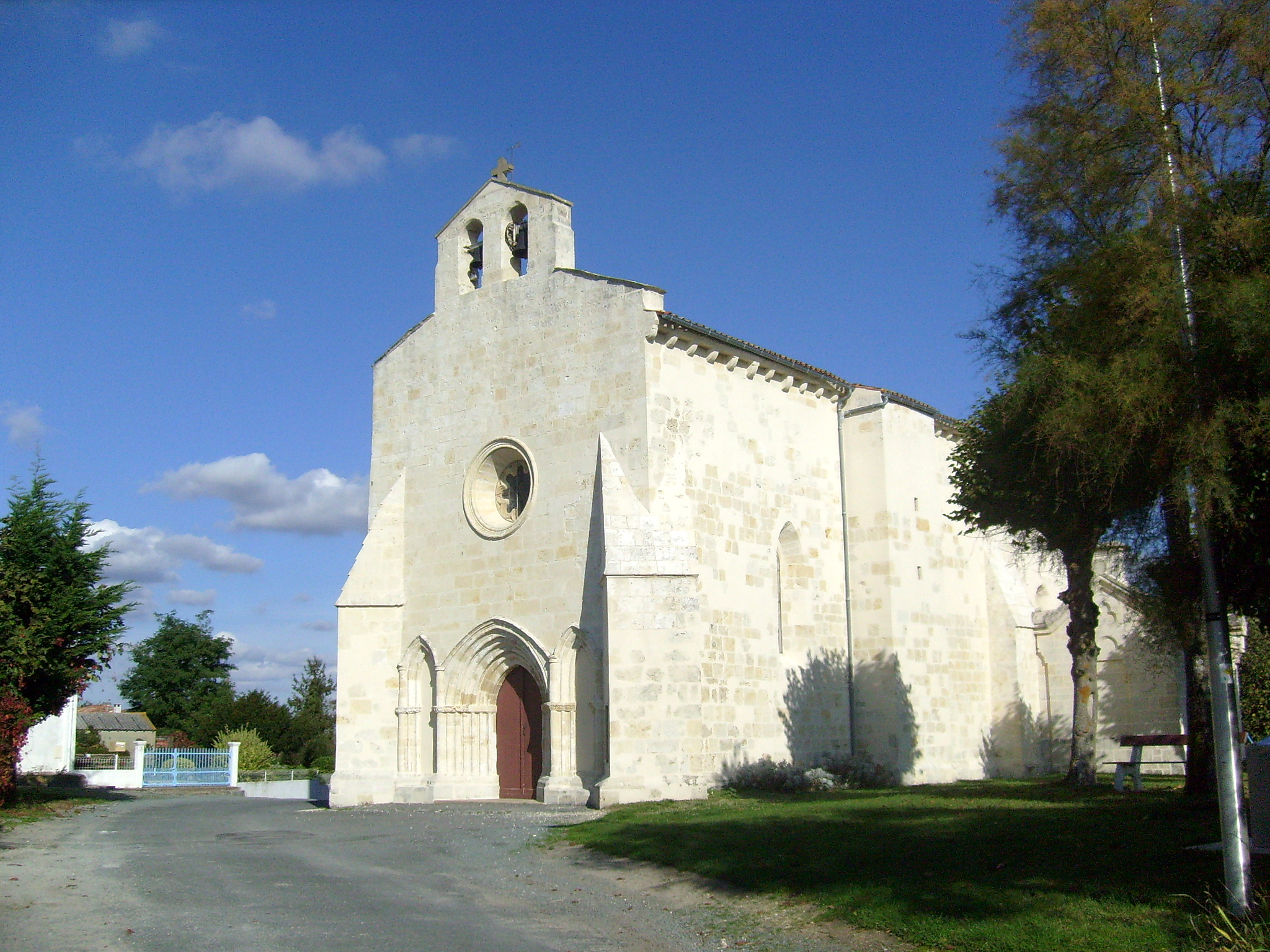
Kirche Notre-Dame de l’Assomption

- Die kleine katholische Pfarrkirche Notre-Dame de l’Assomption stammt aus dem beginnenden 13. Jahrhundert; sie ist – eine Seltenheit in der Saintonge, die sowohl in der Zeit des Hundertjährigen Krieges (1337–1453) als auch in den Religionskriegen schwere Verwüstungen erlebte – noch weitgehend im Originalzustand erhalten. Die Westfassade des turmlosen Bauwerks zeigt die in der Saintonge häufig zu sehende scheinbare Dreiportaligkeit, wobei die beiden äußeren 'Portale' nur als dekorative Blendportale ausgebildet sind. In der Mitte der ansonsten ungegliederten Fassade ist ein Achtpassfenster eingelassen; der Giebel wird von einem zweibogigen Glockengiebel überhöht. Das einschiffige Innere wird von einem Rippengewölbe überspannt, wobei nur die Gewölbe im Bereich der Apsis original sind – im Kirchenschiff wurden sie erst im 19. Jahrhundert hinzugefügt. Auch die neogotische Sakristei auf der Südseite der Apsis ist ein Werk des ausgehenden 19. Jahrhunderts. Die Außenwände des Bauwerks sind Ende des 20. Jahrhunderts gereinigt und ausgebessert worden, sodass der helle Sandstein der Saintonge wieder in ursprünglichem Glanz erstrahlt.
- Etwas abseits des Ortes steht ein Waschhaus (lavoir) aus dem 19. Jahrhundert, dessen drei steinerne Becken wohl auch oft auch als Viehtränke (abreuvoir) gedient haben mögen.